# Sondre Lerche
Sondre Lerche (5 de setembro de 1982) é um cantor e compositor norueguês.

## Bibiogràfia
Nascido e criado em Bergen, Noruega Lerche foi inspirado por artistas que ele ouviu desde criança, como Elvis Costello e A-ha. Lerche tocava desde os 8 anos de idade no clube onde sua irmã trabalhava. Antes de seu aniversário de 16 anos Lerche assinou contrato com a Virgin/EMI.
Lerche só foi liberado para lançar seu primeiro disco em 2001 quando completou a maior idade.
Faces Down o primeiro disco , recebeu criticas positivas e desde então o cantor mostra que tem capacidade de se renovar sozinho com trabalhos como Heartbeat Radio e Phantom Punch que também foram elogiados.

## Discografia

### Álbuns
- Faces Down (2001)
- Two Way Monologue (2004)
- Duper Sessions (2006)
- Phantom Punch (2007)
- Dan in Real Life (trilha sonora do filme - 2007)
- Heartbeat Radio (2009)
- Sondre Lerche (2011)
- Bootlegs (2012)
- Please (2014)
- Pleasure (2017)

### Singles e EPs
- You Know So Well EP
- No One's Gonna Come EP
- Sleep on Needles EP
- Dead Passengers EP
- Don't Be Shallow EP
- Two Way Monologue, EP
- Say It All/Europa and the Pirate Twins
- Polaroid Pool Party, EP
- Polaroid Pumpkin Party, EP